# Pantainos
Pantainos Alexandrijský či latinsky Pantaenus († před 200, Alexandrie), raně křesťanský teolog a filosof, byl první známou hlavou alexandrijské školy.
Před obrácením na křesťanskou víru byl stoickým filosofem. Po svém křtu odešel na misionářskou cestu, která ho dovedla až do Indie. Poté, okolo roku 180 po Kr., přišel do Alexandrie a stal se hlavou tamější školy katechumenů. Při té příležitosti se stal také učitelem Klementa Alexandrijského. Zemřel krátce před rokem 200. Není známo, zda byl autorem nějakých písemných děl, v každém případě se nám nic nedochovalo. Zmínky o něm pocházejí od jeho žáků a dalších členů školy, především od Klementa Alexandrijského a Eusebia z Kaisareie. Podle H. I. Marrou byl Pantainos autorem jinak anonymního díla „List Diognétovi“.